# Observatori Astrofísic de Şamaxı
L'Observatori Astrofísic de Şamaxı «Nəsirəddin Tusi», nomenat en memòria de Nassir-ad-Din at-Tussí (àzeri: Nəsirəddin Tusi Adina Şamaxı Astrofizika Rəsədxanası), és un observatori localitzat en Şamaxı, al sud-est del Gran Caucas. És la base del sector d'astrofísica de la Institució de Físiques de l'Acadèmia Nacional de Ciències d'Azerbaidjan, i està situat aproximadament a 22 km de centre de Şamaxı i a 144 km de Bakú, a una altitud de 1435 m.

## Història
La construcció de l'observatori va començar el 1958 i es va inaugurar oficialment el 13 de gener de 1960. El científic azerbaidjanès Iussif Mammadaliyev va tenir un gran paper en la fundació de l'observatori.
Durant el període soviètic, l'observatori va mesurar la polarització electromagnètica de Cometa d'Arrest. L'any 1991, l'observatori va rebre el seu nom actual en honor de Nassir-ad-Din at-Tussí, un matemàtic, físic i astrònom de l'edat mitjana. Al setembre de l'any 2008 es van renovar l'observatori, la sala d'exposició, el museu, les sales de conferència, sis edificis per a telescopis i l'edifici administratiu principal.

## Telescopis
L'instrument principal – el telescopi reflector produït a Alemanya, amb un mirall de 2 metres de diàmetre, va ser el primer gran telescopi de sud del Caucas. També compta amb els següents instruments:
- Telescopi solar horitzontal amb un mirall principal de 50 cm de diàmetre, per a investigacions espectrals d'atmosfera solar;
- Telescopi AFR-2 amb dimensions de 20/13 cm;
- Telescopi AZT-8 amb un mirall de 70 cm de diàmetre;
- Telescopi de la companyia Carl Zeiss, amb un mirall de 60 cm de diàmetre;
- Telescopi de Maksutov, amb 35 cm de diàmetre.

L'any 2013 es va afegir a l'observatori el telescopi AZT-15 Schmidt.

## Galeria

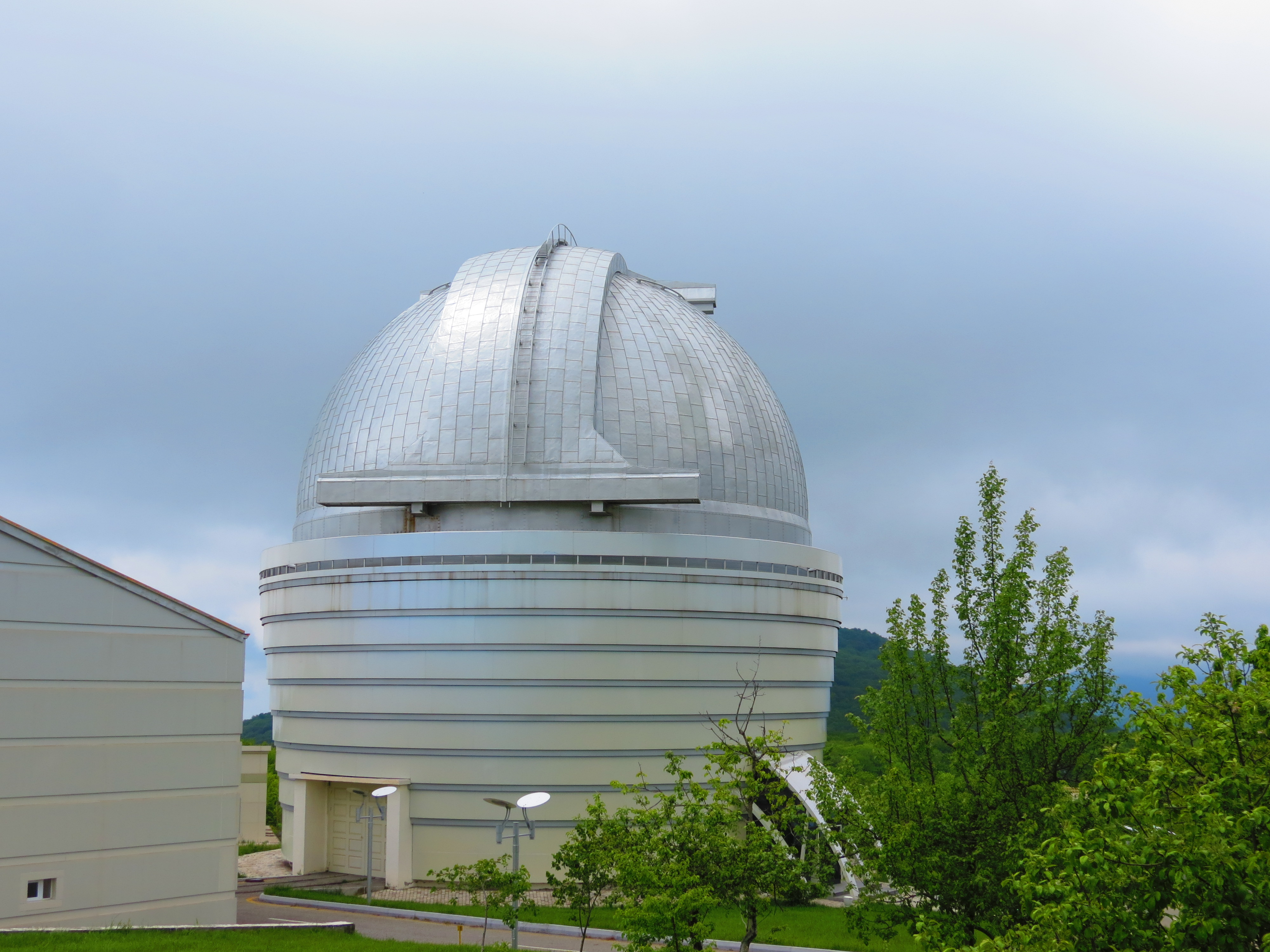
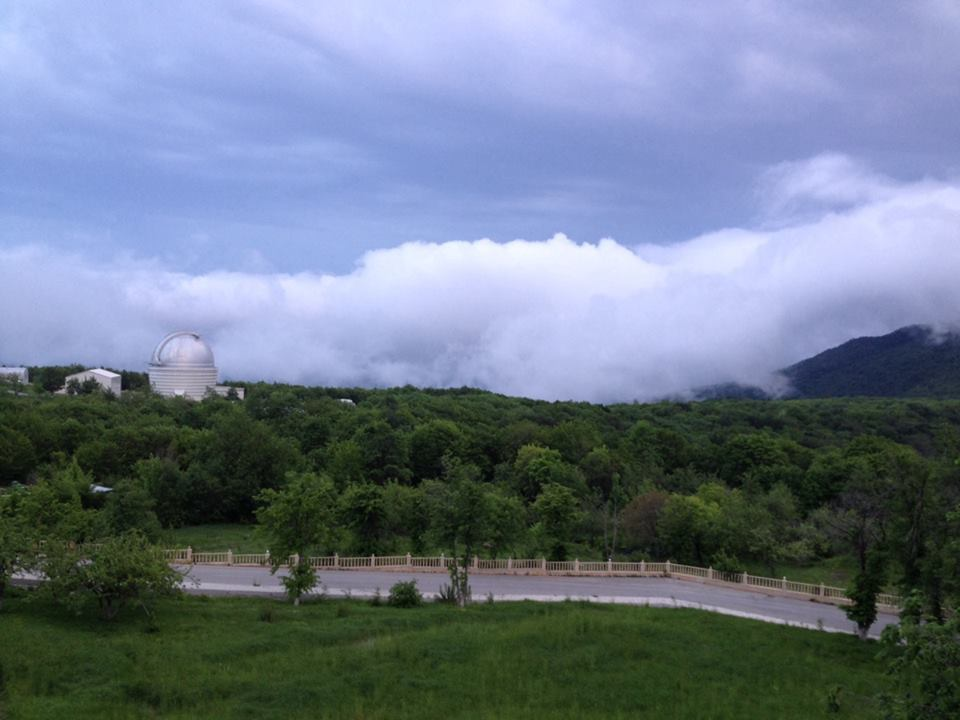
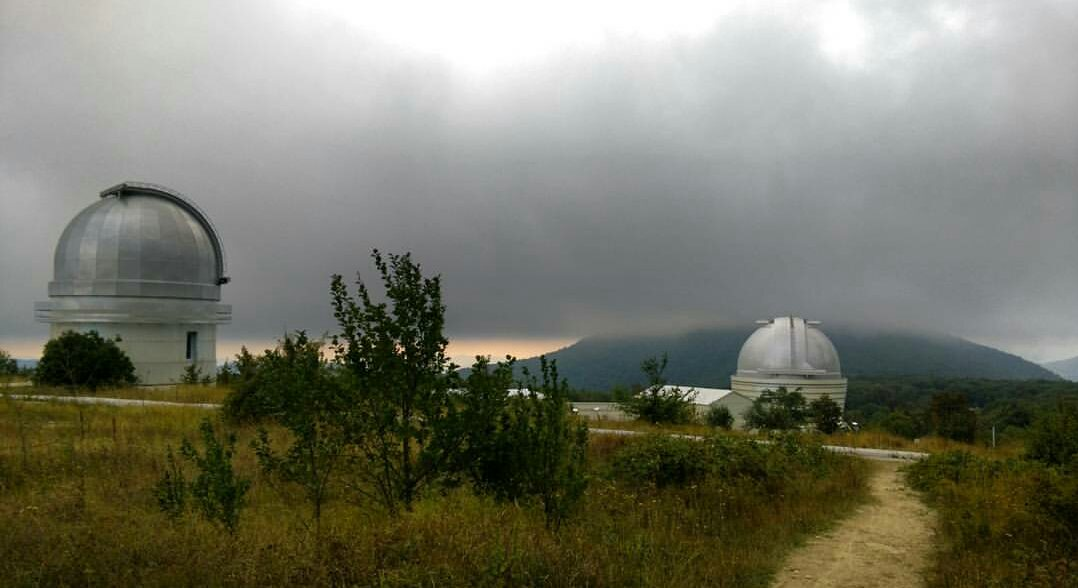
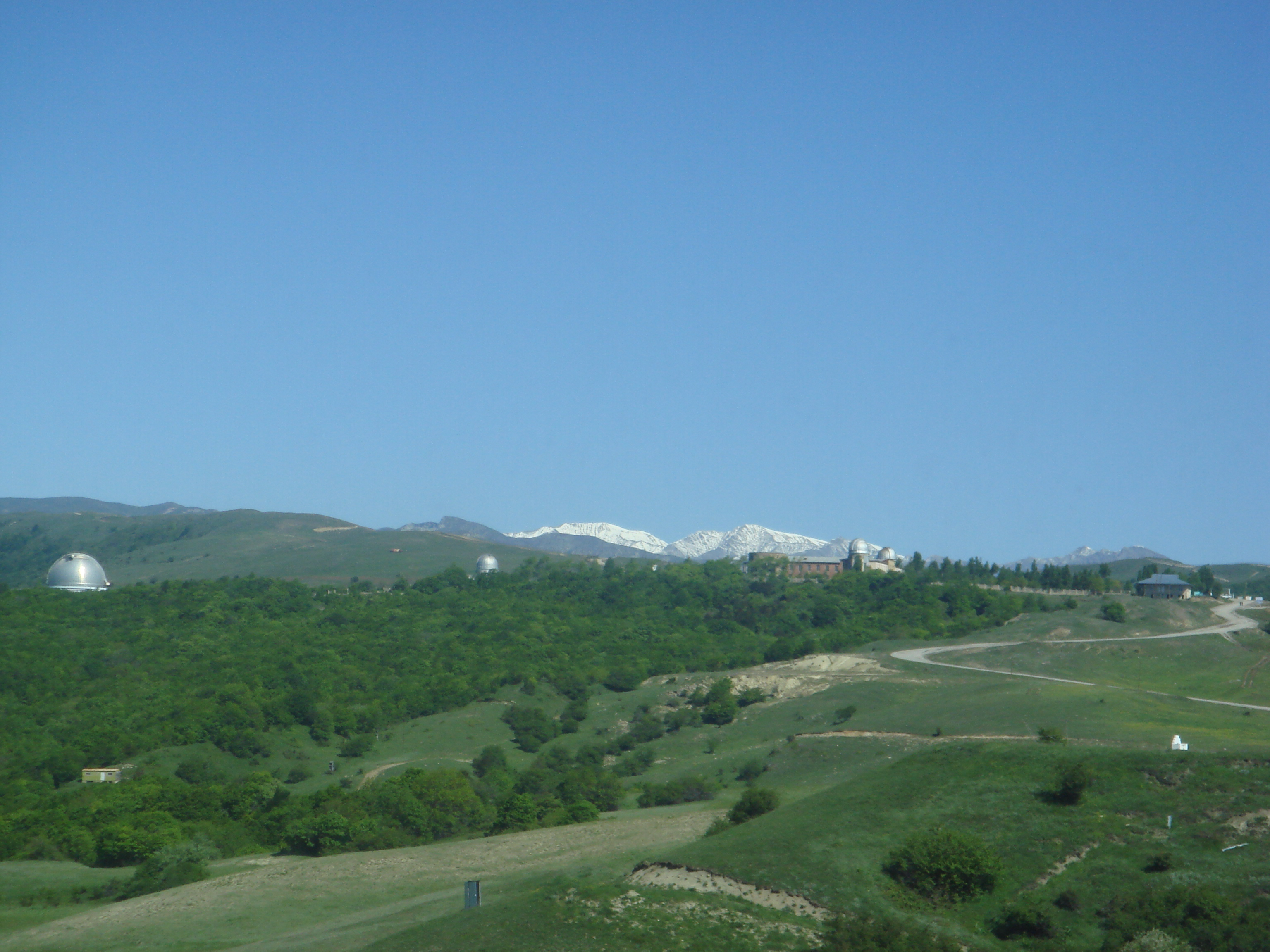
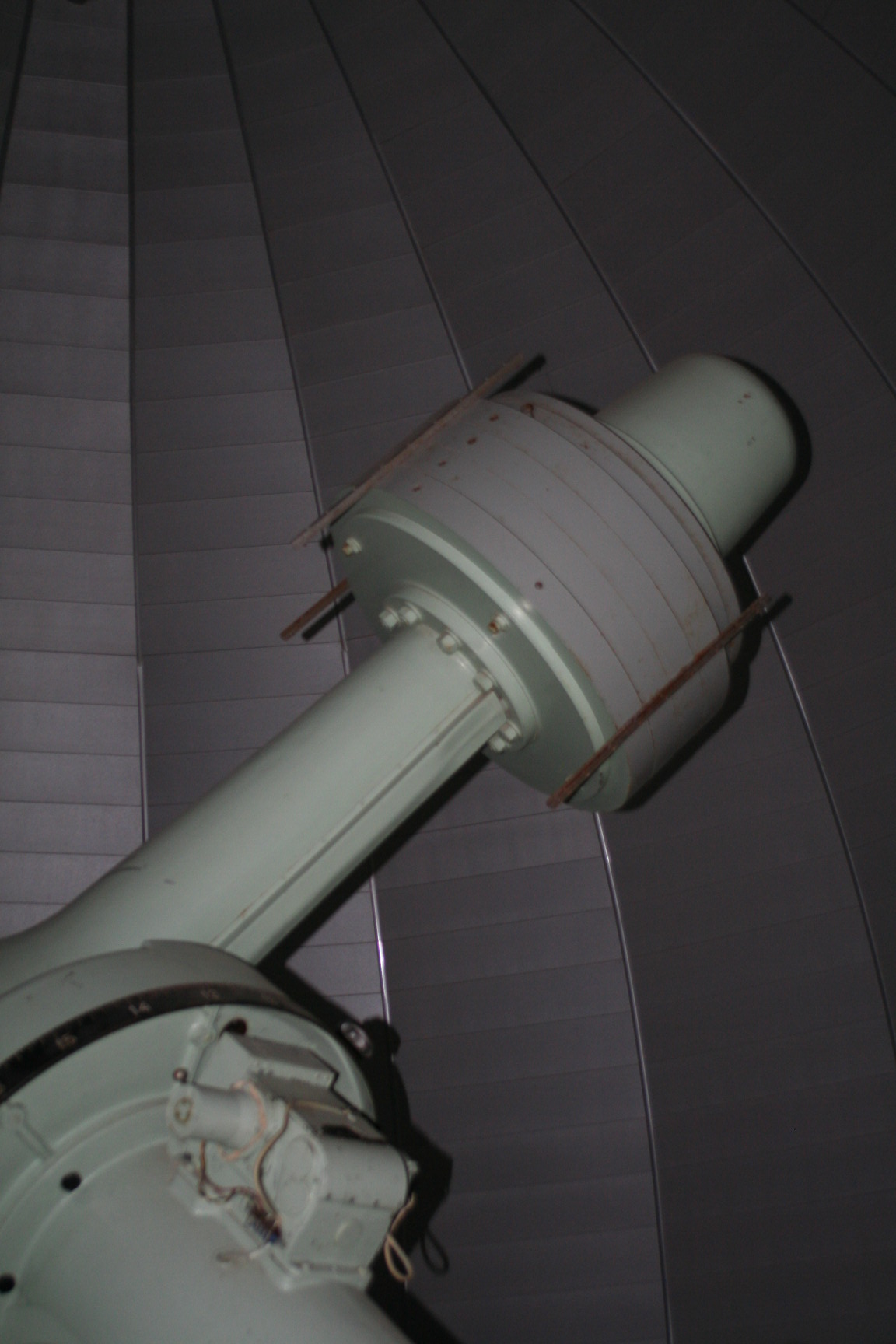
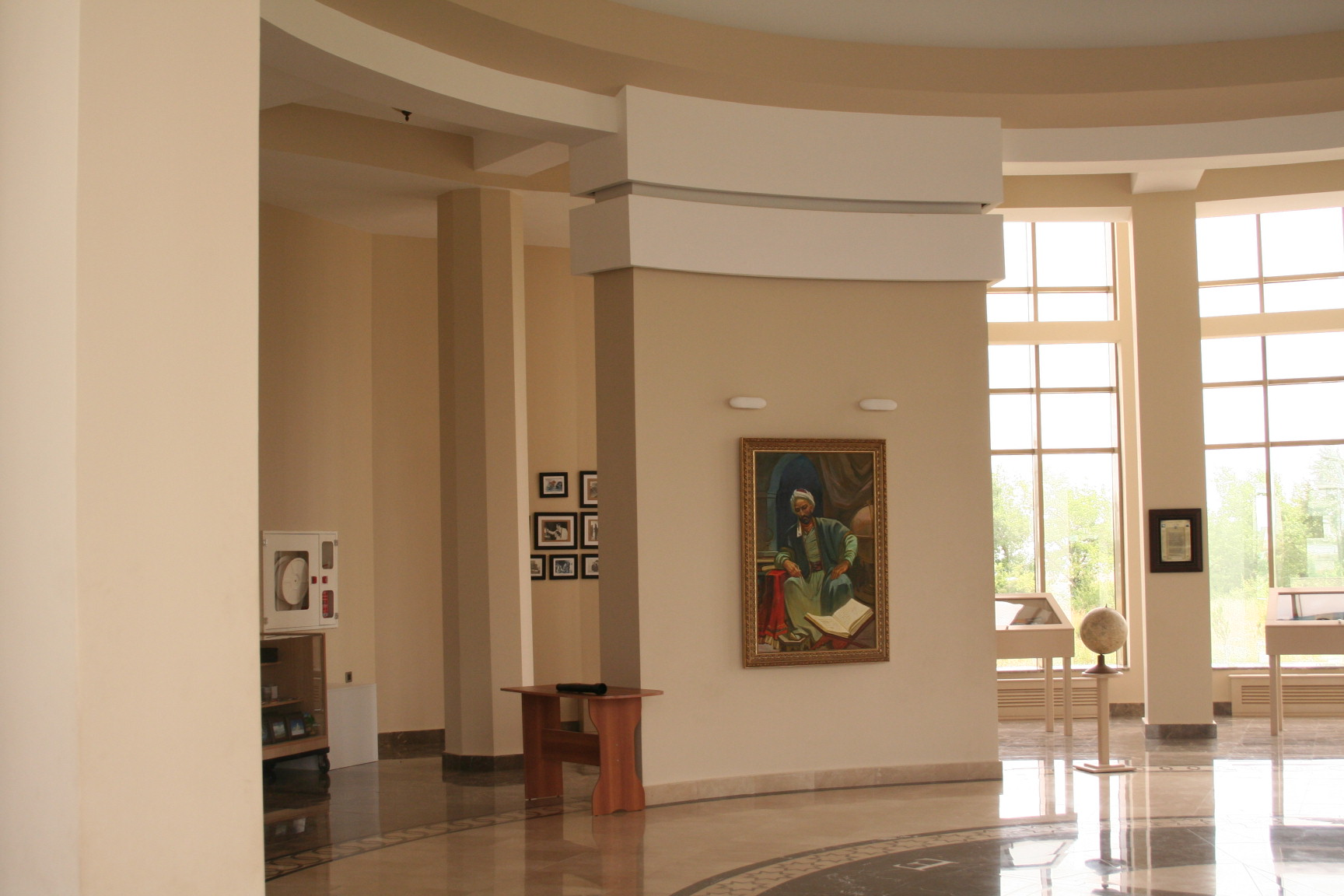